# Diosma aspalathoides
Diosma aspalathoides är en vinruteväxtart som beskrevs av Jean-Baptiste de Lamarck. Diosma aspalathoides ingår i släktet Diosma och familjen vinruteväxter. Inga underarter finns listade i Catalogue of Life.